# ドナルド・モフィット
ドナルド・モフィット（Donald Moffitt、1931年7月20日 - 2014年12月10日）は、アメリカ合衆国の小説家、SF作家である。

## 作品リスト
以下の邦訳はハヤカワ文庫SFに収められている。
- The Jupiter Theft (1977年) 『木星強奪』大西憲訳 上巻: ISBN 4-15-010890-0 下巻: ISBN 4-15-010891-9
- The Genesis Quest (1986年) 『創世伝説』小野田和子訳 上巻: ISBN 4-15-010905-2 下巻: ISBN 4-15-010906-0
- Second Genesis (1986年) 『第二創世記』小野田和子訳 上巻: ISBN 4-15-010925-7 下巻: ISBN 4-15-010926-5
- Crescent in the Sky (1990年) 『星々の聖典』冬川亘訳 上巻: ISBN 4-15-010940-0 下巻: ISBN 4-15-010941-9
- A Gathering of Stars (1990年) 『星々の教主』冬川亘訳 上巻: ISBN 978-4-15-010950-9 下巻: ISBN 978-4-15-010951-6
- Jovian (2003年)

## 注
1. ↑  “Moffitt, Donald”. SF Encyclopedia. 2014年12月15日閲覧。
2. ↑  “Donald Moffitt (1931-2014)”.   locus online (2014年12月15日). 2014年12月15日閲覧。